# Johann Oswald Harms
Johann Oswald Harms, né à Hambourg et baptisé le 23 avril 1643 et mort à Brunswick en 1708, est un peintre baroque, graveur et scénographe allemand. Il est notamment l'auteur d'une fresque au Opernhaus am Taschenberg (de) à Dresde et le premier scénographe notable de la période baroque.